# Il sol dell'avvenire
(Nanni Moretti, intervista al Corriere della Sera)
Il sol dell'avvenire (A Brighter Tomorrow) è un film del 2023 diretto da Nanni Moretti.
Il film, presentato in concorso per la Palma d'oro al Festival di Cannes 2023, è stato accolto in maniera positiva dalla critica italiana e mista da quella internazionale. Il film ha ricevuto sette candidature ai David di Donatello, vincendo due Nastri d'argento per l'interpretazione di Barbora Bobuľová come miglior attrice non protagonista e Valentina Romani, insignita del Premio Guglielmo Biraghi.

## Trama
Giovanni è un regista impegnato nella realizzazione del suo nuovo film, un adattamento del racconto The Swimmer dello scrittore americano John Cheever.  Sua moglie Paola, produttrice, è sofferente per la relazione con il marito ed è alle prese per la prima volta con la produzione di un film che non è di Giovanni, mentre la figlia Emma ha da qualche tempo una relazione con un signore anziano. La loro storia personale si intreccia con le scene del film che Giovanni sta girando: la trama è incentrata sulla reazione di una sezione locale del Partito Comunista Italiano alla rivoluzione ungherese del 1956. L’intervento armato sovietico, infatti, pose il PCI in una posizione scomoda: il film che Giovanni sta girando segue proprio il conflitto tra il personaggio, Ennio, interpretato da Silvio Orlando, segretario di un circolo romano del PCI e redattore de "l'Unità", e la moglie comunista, Vera, interpretata da Barbora Bobuľová. La moglie solidarizza immediatamente con la causa ungherese mentre il marito aspetta che sia il partito a prendere posizione e non manca di allinearsi con essa.
Nel frattempo, dopo aver già girato buona parte del film, Giovanni è costretto a interrompere le riprese perché il produttore Pierre, pesantemente indebitato, non ha i soldi per coprire le spese. In seguito ad un grottesco e disastroso colloquio con Netflix per ottenere i fondi necessari per completare le riprese, Giovanni e Paola scelgono come nuovi produttori un gruppo di coreani, entusiasmati dalla sceneggiatura e dal suo finale senza speranza. La sceneggiatura infatti prevede che il film si chiuda con il suicidio per impiccagione del segretario, diviso tra seguire il dovere di partito e l'amore per la moglie, che nel frattempo lo ha lasciato restituendogli la tessera del partito.
Una mattina, Paola confessa a Giovanni di essere in terapia da uno psicologo da diversi mesi e di voler chiedere la separazione: la donna ha anche già affittato da diversi mesi un appartamento, in cui va a vivere da sola. Preso atto che la sua vita coniugale è ormai andata a rotoli, Giovanni decide di cambiare anche il finale del suo film: il segretario non si impicca più, ma sposa la causa dell'amata moglie e con una piccola folla si reca alla storica sede del PCI in via delle Botteghe Oscure, riuscendo a ottenere dal segretario generale Togliatti la svolta desiderata: il giorno dopo, infatti, su "l'Unità" campeggia in prima pagina il titolo "Unione Sovietica addio!", in risposta al titolo "Le truppe sovietiche intervengono in Ungheria per porre fine all'anarchia ed al terrore bianco" del 5 novembre 1956, facendo quindi capire che il PCI, differentemente da quanto avvenuto nella realtà storica, abbia deciso di abbandonare la linea filosovietica.
Nella scena finale, tutto il cast del film (e di alcuni film precedenti di Moretti) si ritrova a marciare gioioso lungo via dei Fori Imperiali: tutti vestiti in stile anni '50, portano in processione bandiere rosse e una gigantografia di Trockij.

## Produzione
Il film, diretto da Nanni Moretti e co-scritto con Francesca Marciano, Federica Pontremoli e Valia Santella, è stato prodotto dallo stesso Moretti con Domenico Procacci per Sacher Film, Fandango, Rai Cinema e Le Pacte. La prima stesura del film è stata completata nel 2021. Le riprese del film si sono tenute nel 2022 negli studi di Cinecittà e nella città di Roma.

### Ispirazione e auto-citazioni
I critici cinematografici hanno individuano molti tratti del cinema di Federico Fellini: mostrata la sequenza finale de La dolce vita, è citato 8½ , si utilizza il circo come scenario del suo racconto. Altre citazioni riguardano La caccia di Arthur Penn, Ophüls e l’inizio di Lola di Jacques Demy, viene citato Un uomo a nudo di Frank Perry, The Blues Brothers di John Landis e ancora Kieslowski e Breve film sull'uccidere, John Cassavetes e l’improvvisazione, San Michele aveva un gallo dei fratelli Taviani.
Il film presenta citazioni alla filmografia di Moretti, come ad esempio la coperta di Sogni d'oro, la sua ossessione per le scarpe (Bianca), la sua passione per il nuoto (Palombella rossa), il riferimento a Piazza Mazzini dove girava i suoi primi film (Io sono un autarchico e Ecce bombo), la sua idea di violenza nel cinema e palleggiare in solitudine (Caro diario). Durante la parata finale della pellicola, ai protagonisti di Il sol dell'avvenire si uniscono i protagonisti dei precedenti film del regista, come Giulia Lazzarini (Mia madre), Alba Rohrwacher (Tre piani), Jasmine Trinca (La stanza del figlio e Il caimano), Lina Sastri (Ecce bombo), Anna Bonaiuto (Il caimano e Tre piani), Renato Carpentieri (Caro diario), Fabio Traversa (Io sono un autarchico, Ecce bombo e Palombella rossa), Elio De Capitani (Il caimano), Dario Cantarelli (Io sono un autarchico, Ecce bombo, Bianca, Habemus papam e Palombella rossa), Mariella Valentini (Palombella rossa), Alfonso Santagata e Claudio Morganti (Palombella rossa), Gigio Morra (Sogni d'oro) e l'ex moglie, Silvia Nono (apparsa in Caro diario e Aprile).

## Promozione
Il trailer ufficiale del film è stato pubblicato il 29 marzo 2023. La pellicola è stata selezionata in concorso per il Festival di Cannes 2023 per la Palma d'oro, insieme a Marco Bellocchio con il film Rapito e Alice Rohrwacher con La chimera. In TV è stato trasmesso su Sky Cinema Comedy in prima visione assoluta il 2 ottobre 2023.

## Distribuzione
Il film è stato distribuito nelle sale italiane il 20 aprile 2023.

## Colonna sonora
La colonna sonora del film è stata curata da Franco Piersanti. Nel film sono presenti brani originali di artisti italiani: Sono solo parole di Noemi, Voglio vederti danzare di Franco Battiato, La canzone dell'amore perduto di Fabrizio De André e Lontano, lontano di Luigi Tenco. L'album ufficiale che presenta le musiche del film curate da Piersanti Il Sol dell'avvenire (Original Motion Picture Soundtrack) è stato pubblicato il 20 aprile 2023 per Radiofandango.

## Accoglienza

### Incassi
In Italia il film ha incassato più di 4 milioni di euro, mentre in Francia, paese coproduttore della pellicola, ha guadagnato più di 1 milione e mezzo, per un totale di circa sei milioni in tutto il mondo.

### Critica

#### Critica internazionale
Il film ha ricevuto recensioni miste da parte della critica internazionale. Sull'aggregatore Rotten Tomatoes il film riceve il 54% delle recensioni positive con un voto medio di 5,9 su 10 basato su 26 critiche, mentre su Metacritic ottiene un punteggio di 47 su 100 basato su 8 critiche.
In una recensione negativa Peter Debruge di Variety afferma che «la popolarità [di Moretti] ricorda quanto il cinema italiano sia caduto in basso rispetto al suo apice dei primi anni Sessanta», e che sebbene nel film sono presenti scene che «dimostrano un nuovo impegno con il cinema da parte del regista» contro Netflix e Amazon Prime, Moretti risulta essere «uno di quei registi, così profondamente adorati in patria» da diventare un punto focale per la nuova industria cinematografica. David Rooney del The Hollywood Reporter afferma che sebbene Moretti scelga di mostrare nella storia del film «la gioia e l'unità al posto della disperazione e celebrando un esito alternativo, ma dando anche una strizzata d'occhio affettuosa alla sua filmografia», esso cerca di trasportare «la malinconica speranza del film per il futuro del cinema e il suo potere di guarigione finisce per essere troppo autocompiaciuta per essere considerata un'espressione di fede collettiva».
Recensendo il film per il The Guardian, Peter Bradshaw assegna 1 stella su 5, afferma che il film sia di «una pochezza sconcertante, confuso, mediocre e metatestuale, una completa perdita di tempo», scrivendo che il finale del film appare come «una parata finale di camei di leggende del cinema che non fanno altro che rendere il film blandamente autocompiaciuto. Sono certo che il futuro sarà illuminato da un altro film migliore di Moretti: questo è meglio dimenticarlo».
La critica francese invece, a differenza di quella americana spesso prevenuta quando si parla di tematiche politiche storiche, ha accolto il film di Moretti con entusiasmo (e dieci minuti di applausi al Festival di Cannes). Cahiers du cinema dell'estate 2023, oltre a riservare la quarta di copertina al manifesto di Vers un avenir radieux, une comédie de Nanni Moretti in occasione della competizione al Festival di Cannes unitamente alle più importanti testate giornalistiche e canali televisivi nazionali, riporta nelle pagine interne l'idea del regista sul Rifare il mondo, la tematica cui il numero della rivista francese era dedicato. Moretti dice di non credere che col cinema si possa rifare il mondo, semplicemente si può accompagnare lo spettatore alla ricerca di mondi nuovi.
Il critico Eric Neuhoff su Le Figaro lancia il film di Moretti come "un'incursione di grande successo nel suo paesaggio mentale senza alcuna vanità". Olivier Lamm su Libération applaude il film "coerente e ironico" di un regista che con il suo sé stesso alter ego "sembra voler mettere fine alla vita, al cinema e alla politica". Infine Jacques Mandelbaum su Le Monde scrive che a 69 anni Nanni Moretti torna in piena forma firmando "un film sul disastro esistenziale", "tra rabbia e malinconia, diario e tormento collettivo".

#### Critica italiana
Il sol dell'avvenire ha avuto una ricezione generalmente favorevole da parte della critica specializzata italiana, venendo considerato tra i migliori film italiani del 2023 da Rolling Stone Italia e come Film italiano dell'anno da Sentieri selvaggi. Moretti appena ne sente il bisogno e ne ha la possibilità faccia un nuovo 8½ – è fin scontato da scrivere. Tra le memorie e le macerie dei suoi film precedenti e dei suoi tic, inutile fare elenchi, chiunque riconoscerà più o meno tutto. (cineforum.it)

## Riconoscimenti
- 2024 - David di Donatello
  - Candidatura al miglior film
  - Candidatura Miglior regista a Nanni Moretti
  - Candidatura Miglior sceneggiatura originale a Francesca Marciano, Nanni Moretti, Federica Pontremoli e Valia Santella
  - Candidatura Miglior attrice non protagonista a Barbora Bobuľová
  - Candidatura Miglior attore non protagonista a Silvio Orlando
  - Candidatura Miglior musicista a Franco Piersanti
  - Candidatura Miglior suono
- 2023 - Festival di Cannes
  - In concorso per la Palma d'oro
- 2023 - Nastri d'argento
  - Miglior attrice non protagonista a Barbora Bobuľová
  - Premio Guglielmo Biraghi a Valentina Romani
  - Candidatura al miglior film
  - Candidatura al migliore regista a Nanni Moretti
  - Candidatura alla migliore sceneggiatura a Francesca Marciano, Valia Santella, Nanni Moretti, Federica Pontremoli
  - Candidatura alla migliore attrice protagonista a Margherita Buy
  - Candidatura alla migliore scenografia a Alessandro Vannucci
  - Candidatura al miglior sonoro in presa diretta a Alessandro Zanon
  - Candidatura alla migliore colonna sonora a Franco Piersanti